# 톈안먼시역
톈안먼시역(중국어 간체자: 天安门西站, 정체자: 天安門西站, 한자음: 천안문서참)은 베이징 지하철 1호선의 역이다. 약칭 “톈시(天西)”라고도 부른다.1999년 9월 28일 톈안먼시 역 ~ 스후이둥 역 구간의 연장 개통으로 영업을 시작했다. 향후 이 역에서 12호선과 환승 될 예정이다. 인근에 천안문과 톈안먼 광장이 있다.

## 위치
이 역은 베이징 난창가(南长街)(런다후이탕 서로 남쪽)와 시창안가(西长安街)의 교차로에 위치하고 있다. 국가대극원과 인민대회당이 인접해 있기 때문에 이 역 주변에서는 공연이 시작되기 전 암표상들이 판매행사를 하는 경우가 많다.

## 역 구조

### 승강장 구조
이 역은 지하 3공2주 복층 섬식 승강장 구조로, 총 길이 226.1m, 총 폭 23.8m, 건축 면적 10,762㎡이다.
| 지면     | 출구                                  | A—C출구                                         |  |
| 지하 1층 | 대합실                                | 보안검사, 자동 발매기, 고객 서비스 센터, 경호실 |  |
| 지하 1층 | 통로                                  | 국가대극원 동청 연결                            |  |
| 지하 2층 |                                       | ← ■ 1호선 핑궈위안 역 방면(시단)                |  |
| 지하 2층 | 섬식 승강장，왼쪽 출입문이 열림       |                                                 |  |
| 지하 2층 | → ■ 1호선 쓰후이둥 역 방면(톈안먼 동) |                                                 |  |

### 대합실

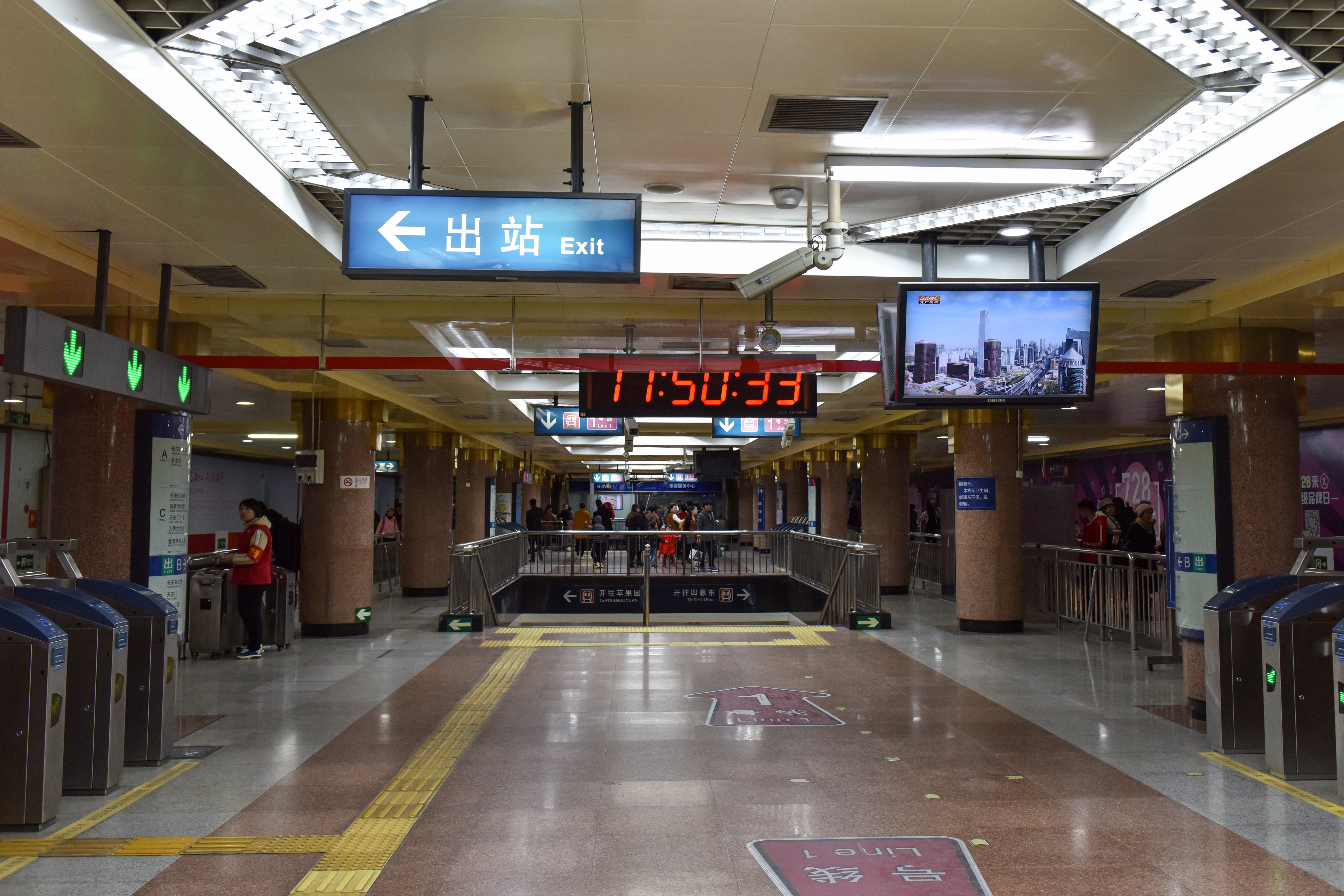
역 대합실

톈안먼 서역 대합실은 지하 1층에 위치하고 있으며, 서쪽에는 환풍, 통신, 신호, 인방, 방재 모니터링, 소방 펌프실 등의 설비용 시설이 있고, 동쪽에는 여객수송 당직실, 경무실, 역장실 등이 있다.

### 승강장
본 역에는 시창안가 지하 3.2m 깊이에 위치하여 섬식 승강장 하나가 설치되어 있다., 인테리어 테마는 “동방의 매력(东方神韵)”으로 역의 색조는 붉은색, 승강장 중앙은 붉은색 화강암으로, 양 측면은 흰색 화강암으로 꾸며졌으며, 승강장 기둥도 석도홍화강암이며 금색의 스테인리스 기둥 캡이 있다. 이 역에는 또한 조정처럼 생긴 천장도 있다.본 승강장은 원래 스크린도어가 없었으나, 2017년 7월 반밀폐형 스크린도어를 추가로 설치하였다.

### 출구
이 지하철역은 모두 3개의 출구가 있다.: A 북서, B 북동, C 남서, 그 외 C출구에는 국가대극원으로 가는 통로가 있으며, 이 통로는 2009년 10월 10일에 개설되었다.
| 출구                                 | 출구 인근                                           |
| ------------------------------------ | --------------------------------------------------- |
| 出口 · A                             | 시창안가(북측), 베이징 161 중학 중교구              |
| 出口 · B                             | 시창안가(북측), 베이징 중산 공원                    |
| 出口 · C                             | 시창안가(남측), 국가대극원, 인민대회당, 천안문 광장 |
| 아이콘 설명: 경사로 \| 휠체어 리프트 |                                                     |

- 톈안먼시역 B출구, 교차로 남서쪽 모퉁이에 국가대극원이 있다.
- B출구 및 통로, 역내에 가끔씩 인민무장경찰이 보초를 서기도 한다.
- C출구
- 국가대극원 동청내의 지하철 출구, 출구번호가 따로 매겨지지 않았다.

## 역세권 정보
- 천안문
- 톈안먼 광장
  - 인민영웅기념비
  - 마오쩌둥 기념당
- 베이징 중산궁위안
- 인민대회당

## 역사
본역은 1992년 착공을 발표했지만, 자금 등의 이유로 1994년까지 본 공사를 시작하지 못했다. 본역의 시공 계획은 초기에 CRD 공법을 채택하다가, 지반 침하를 억제하기 위해 저심도 개착식으로 바뀌었다.
1999년 9월 28일, 본역은 푸바선(复八线)과 함께 개통되었지만, 당시 푸바선은 본역과 쓰후이 동역 사이에서만 독립적으로 시험 운영되었다. 2000년 6월 28일 푸바선과 지하철 노선과 연결되었고, 이 역을 거쳐 핑궈위안까지의 열차가 개통되었다.